# Assis Chateaubriand
Francisco de Assis Chateaubriand Bandeira de Melo, más conocido como Assis Chateaubriand o Chatô, (Umbuzeiro, 4 de octubre de 1892 — São Paulo, 4 de abril de 1968) fue uno de los hombres más influyentes de Brasil en las décadas de 1940 y 1960, destacándose como periodista, empresario, mecenas y político. Fue también abogado, profesor de derecho, escritor y miembro de la Academia Brasileña de Letras.
En 1950, desarrolló su mayor logro histórico al propiciar el desembarco de la televisión en Brasil, creando la señal de televisión TV Tupí, la cual luego mutaría a Rede Tupi, siendo la primera señal de televisión de origen brasileño, lo que convirtió a Chateaubriand en "O pâi da televisão brasileira" (El padre de la televisión brasileña).
Su accionar en la historia de la telecomunicación sudamericana, es comparada con la de su homólogo búlgaro-argentino, Jaime Yankelevich, quien un año más tarde fundó en Argentina la señal Canal 7, hoy Televisión Pública Argentina.

## Biografía resumida
Chateaubriand fue un magnate de las telecomunicaciones en Brasil entre los últimos años de la década de los 30 y al inicio de los años 60. Fue dueño de Diários Associados, el mayor conglomerado de medios masivos de comunicación en Latinoamérica, que en su auge contó con más de cien periódicos, emisoras de radio y televisión, revistas y agencias telegráficas. También es conocido por ser uno de los fundadores en 1947, del Museo de Arte de São Paulo (MASP), junto con Pietro Maria Bardi, y como el responsable de la llegada de la televisión a Brasil, inaugurando en 1950 la primera emisora de este medio de comunicación en el país, la TV Tupí. Fue Senador de la República entre 1952 y 1957 y embajador de Brasil en Londres.